# 진정 (행정)
진정(陳情)이란 국가 또는 지방공공단체에 사정을 진술하고 어떤 조치를 희망하는 행위를 뜻한다. 
예)민원인이 행정기관에 대하여 처분 등 특정한 행위를 요구하는 법정민원, 질의, 건의 등을 제외한 그 밖의 특정한 행위를 행정기관에 제기하고자 할 때 신청하는 민원사무